# District de Balassagyarmat
Le district de Balassagyarmat (en hongrois : Balassagyarmati járás) est un des 6 districts du comitat de Nógrád en Hongrie. Il compte 39 829 habitants et rassemble 29 localités : 28 communes et une seule ville, Balassagyarmat, son chef-lieu.
Cette entité existait déjà auparavant jusqu'à la réforme territoriale de 1983.

## Localités
- Balassagyarmat
- Becske
- Bercel
- Cserháthaláp
- Cserhátsurány
- Csesztve
- Csitár
- Debercsény
- Dejtár
- Drégelypalánk
- Érsekvadkert
- Galgaguta
- Herencsény
- Hont
- Hugyag
- Iliny
- Ipolyszög
- Ipolyvece
- Magyarnándor
- Mohora
- Nógrádkövesd
- Nógrádmarcal
- Őrhalom
- Patak
- Patvarc
- Szanda
- Szécsénke
- Szügy
- Terény